# 嘉義市文化公園
嘉義市文化公園是緊鄰國立嘉義女子高級中學和文化路夜市的公園，為文化商場舊址於2006年拆除後，即興建公園。 此公園面積約3.08公頃，周邊是民族路、興中街、垂楊路及文化路，是屬於近市中心鬧區的公園。 於2008年10月12日啟用共融遊戲場，位於靠近國立嘉義女子高級中學側，有12個設施，分為蛙蹼滑梯區、玩童自行車、生態地景區、砂桌砂坑區、洗腳區、共融式無障礙大轉盤、頭好壯壯蛙王、彈跳床、蛙蹼翹翹板、大轉盤、小轉杯、鳥巢鞦韆等設施，以蛙蹼滑梯、鳥巢鞦韆、玩童自行車等。